# Härskarteknik
Härskarteknik syftar på olika sociala manipulationer varmed en grupp eller en person förstärker sin position i en hierarki genom att på olika sätt underminera andra grupper eller enskilda individer. Uttrycket härskarteknik myntades ursprungligen av den norske psykologen och filosofen Ingjald Nissen(no) 1945 i verket Psykopatenes diktatur(no), ett verk där han lägger fram hypotesen att psykopati var orsaken till nazisternas maktövertagande i Tyskland. Ingjald Nissens ursprungliga nio härskartekniker populariserades och reducerades till fem av den norska socialpsykologen Berit Ås 1976 och beskrevs redan på 1980-talet i svensk litteratur. Vanligtvis är det någon av dessa fem som avses med termen härskarteknik, men Ås har själv utökat listan med två till och i vardagligt tal används ibland ordet härskarteknik om allmänt ohemula maktmanipulationer. Andra tänkare och debattörer har också beskrivit och delat upp härskartekniker på lite andra sätt men Berit Ås definition och beskrivning är dock den som är klart dominerande.

## Bakgrund
Berit Ås fick uppslag till sin forskning om härskartekniker när hon satt på ett möte och upptäckte ett flertal sätt varmed männen kommunicerade till varandra att det hon sade inte var viktigt. Hon började imitera dessa sätt (hämta kaffe eller börja pilla med något när någon pratar) och fann att det hjälpte för att hennes åsikter skulle få gehör. Hon namngav och numrerade fem härskartekniker. 
Genom att lära sig de fem härskarteknikerna kunde kvinnor, enligt Ås, stötta varandra offentligt på ett diskret sätt, genom att hålla upp aktuellt antal fingrar för att signalera vilken av härskarteknikerna som var i användning för tillfället. 

## Funktion
Teknikerna är nära förknippade med social status inom gruppen. De går att använda från underläge men de infinner sig mera naturligt från en position ovanifrån. Alla typer av människor och grupper kan använda sig av liknande metoder, men begreppet härskartekniker konstruerades för att visa hur män bibehåller sitt grepp om kvinnor och tillämpat på personnivå blir begreppet inte alltid relevant. En person i underläge kan mycket väl försöka sig på att förlöjliga en meningsmotståndare, men begreppet härskarteknik blir då irrelevant.
Flera av teknikerna är en del av generellt maktspel och behöver inte ha med könsmakt att göra. Det är till exempel normalt att den som vill få sin vilja igenom i ett viktigt möte diskuterar det med de som kan tänkas stödja det för att veta om det finns stöd och få tveksamma att acceptera förslaget och ställa motståndare inför fullbordat faktum på mötet.

## Användning
Begreppet härskarteknik används bland annat inom feminismen där det räknas som en viktig faktor i upprätthållandet av könsmaktsordningen. Utanför feminismen (och även inom feminismens studier av intersektionalitet) beskriver teorin att liknande tekniker används för att hålla borta till exempel människor med "felaktig" social bakgrund (samhällsklass), ålder eller av annorlunda etnicitet från makten. Härskartekniker kan användas av alla.

## Berit Ås fem härskartekniker
Berit Ås frågeställning var varför kvinnorna var så tysta i politiken. I slutet av 1960-talet studerade Berit Ås i flera månaders tid vad som skedde när män talar och när kvinnor talar. Hon upptäckte snart att det fanns orsaker till att kvinnorna tystnat. I rummet utövades vad hon skulle komma att kalla för härskartekniker och som handlar om den informella maktutövning som ”sparkar neråt”. Berit Ås systematiserade det hon sett i fem kategorier. Ås såg sin analys som ett verktyg för kvinnorna att slå tillbaka mot härskarteknikerna. Tanken var att ge de tystade kvinnorna två saker: Analytiska redskap för att på ett psykologiskt plan förstå att de inte tystnat av egen förskyllan, utan på grund av härskarteknikerna som utövades, samt en utgångspunkt för att förändra situationen och ge tillbaka makten i rummet till dem som fråntagits den. Under de år som gått sedan dess har framför allt kvinnor, men även andra grupper och individer som utsatts för härskartekniker, utforskat strategier mot dem.

### Osynliggörande
Att tysta eller marginalisera oppositionella genom att ignorera dem.
Exempel: 
- Någon tar upp det som någon just sagt som om det vore en egen idé eller tar ordet trots att någon annan just börjat prata.
- På ett möte börjar de andra skrapa med stolarna, bläddra i sina papper, viska eller gäspa när någon får ordet.

### Förlöjligande
Att genom ett manipulativt sätt framställa någons argument eller person som löjlig och oviktig. Detta genomförs till exempel genom att använda slående men ovidkommande liknelser. Även att inför gruppen anmärka på någons yttre är ett sätt.
Exempel: 
- En kollega skrattar åt någons uttal och säger att vederbörande låter som en karaktär i en kul TV-serie (när vederbörande hade något viktigt att säga).

### Undanhållande av information
Att utestänga någon eller marginalisera vederbörandes roll genom att undanhålla väsentlig information.
Exempel: 
- Kollegor låter någon förstå att de haft ett möte där vederbörande borde ha varit med.
- Beslut som skulle fattas vid ett möte har redan fattats tidigare i informella sammanhang, dit inte alla berörda haft tillträde.

### Dubbelbestraffning
Att ställa någon inför ett val, och utsätta vederbörande för nedvärdering och bestraffning, oavsett vilket val vederbörande gör.
Exempel: 
- Man är noggrann med sina arbetsuppgifter. Då ser chefen det som om inget blir gjort. Om man snabbar på, får man höra att man slarvar.
- Som man: att beskyllas för att inte ta ansvar för hem och barn, men kallas omanlig om man stannar hemma.
- Som kvinna: att välja att vara hemma med sina barn framför att gå på ett kvällsmöte och därmed betraktas som oseriös, men närvarande på mötet kallas för "dålig mamma" som valt bort att vara hemma med sina barn.

### Påförande av skuld och skam
Att få någon att skämmas för sina egenskaper, eller att antyda att något som någon utsätts för är dennes eget fel. Detta sker ofta genom en kombination av förlöjligande och dubbelbestraffning. Jämför dock skuldkänsla och skamkänsla.
Exempel: 
- Trots att man inte informerats om det där mötet, får man höra att man själv borde tagit reda på när det var.
- Ingen lyssnar på vad man säger under mötet och man känner det som att man uttryckt sig på ett dumt eller otydligt sätt.
- Man blir avbruten gång efter annan mitt i en mening, får därmed känslan av att det man säger saknar betydelse. Om man talar när någon annan gör en tankepaus blir man anklagad för att avbryta.
- Att bli kritiserad för att inte följt informella regler som inte var uttalade och kanske hittats på i samband med kritiken.

## Senare utökning av listan över härskartekniker
Berit Ås gjorde senare en utökning av listan

### Objektifiering
Att kommentera eller diskutera någons utseende i irrelevanta sammanhang.

### Våld eller hot om våld
Att utnyttja sin fysiska eller psykiska styrka mot någon för att få sin vilja igenom, eller att påpeka att den möjligheten finns.
Camilla Ländin har beskrivit följande:

### Projiceringsmetoden
Att peka ut andra för det man själv gör. Andra kan skulden för det de själva klagar på. "Ska du säga, du är alltid en minut sen". Andra kan få höra att de bestämmer för mycket, när det är personen själv som bestämmer mycket över dem.

### Komplimangmetoden
Att få någon att göra någonting direkt efter att de fått en komplimang.

### Hierarkimetoden
När beslut fattas utan samverkan kan de med en lägre position hänvisa till hierarkin för att slippa undan, "vad kan jag"?

### Tidsmetoden
Att hänvisa till ålder eller erfarenhet för att tysta eller avvisa någon. "Du har inte jobbat lika länge".

### Stereotypmetoden
Den som utsätts förminskas till sitt utseende, kön eller andra stereotyper.

### Offerkoftan (martyrmetoden)
När någon formar sin identitet efter att vara lite ynklig för att skapa sympati (inte för att slippa arbete).

### Relativisering
När någon förminskar något en annan sagt med att jämföra det med något annat. 

## Motmedel
En grupp doktorander vid Stockholms universitet har formulerat fem motstrategier:
- Taga plats
- Ifrågasättande
- Korten på bordet
- Bryta mönstret
- Intellektualisera

De har även formulerat fem bekräftartekniker:
- Synliggörande
- Respekterande
- Informera
- Dubbel belöning
- Bekräfta rimliga normer